# Robert Spaemann

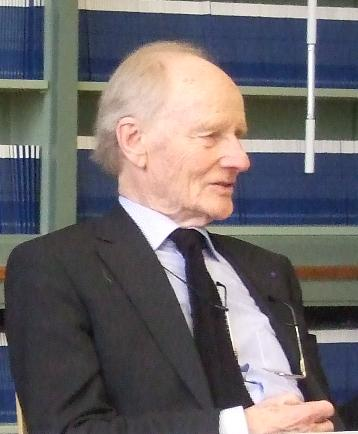
Robert Spaemann (2010)

Robert Spaemann (5 de maio de 1927 – 10 de dezembro de 2018) foi um filósofo católico alemão. Ele é considerado um membro da Escola Ritter.
O foco de Spaemann estava na ética cristã. Ele era conhecido por seu trabalho em bioética, ecologia e direitos humanos. Embora ainda não amplamente traduzido para outros idiomas além de seu alemão nativo, Spaemann era conhecido internacionalmente e seu trabalho é altamente considerado pelo Papa Bento XVI.

## Vida
Robert Spaemann nasceu em Berlim em 1927, filho de Heinrich Spaemann e Ruth Krämer. Seus pais eram originalmente ateus radicais, mas ambos entraram na Igreja Católica em 1930, e após a morte prematura de sua mãe, seu pai foi ordenado padre católico em 1942. 
Spaemann estudou na Universidade de Münster, onde, em 1962, recebeu sua Habilitação. Foi Professor de Filosofia nas Universidades de Stuttgart (até 1968), Heidelberg (até 1972) e Munique, onde trabalhou até se tornar Professor Emérito em 1992. Ele também é Professor Honorário da Universidade de Salzburgo e recebeu um doutorado honorário pela Universidade Católica de Lublin em 2012.

## Obra
As duas obras mais importantes de Spaemann são Glück und Wohlwollen (Felicidade e Benevolência, 1989) e Personen (Pessoas, 1996). Em Felicidade e benevolência, Spaemann expõe a tese de que a felicidade é derivada da ação benevolente: que somos criados por Deus como seres sociais para ajudar uns aos outros a encontrar a verdade e o significado em um mundo muitas vezes confuso e desordenado.
Ele participou do Schülerkreis do ex-Papa Bento XVI, uma conferência privada com Joseph Ratzinger convocada desde o final dos anos 1970. 

### Livros em inglês
- Basic Moral Concepts, trans. T.J. Armstrong.  London: Routledge, 1990 (1982).
- Essays in Anthropology: Variations on a Theme, trans. Guido De Graaff and James Mumford.  Eugene, OR: Cascade Books, 2010 (1987).
- Happiness and Benevolence, trans. J. Alberg. Edinburgh: T & T Clark, 2000 (1989).
- Persons: The Difference between "Someone" and "Something", trans. Oliver O’Donovan. Oxford: Oxford University Press, 2006 (1996).
- Love and the Dignity of Human Life: On Nature and Natural Law, Foreword by D. L. Schindler. Eerdmans Publishing Co.: Grand Rapids, Michigan, 2012.
- A Robert Spaemann Reader: Philosophical Essays on Nature, God, and the Human Person, ed. & trans. D.C. Schindler & Jeanne Heffernan Schindler. Oxford: Oxford University Press, 2015.

### Artigos em inglês
- "Remarks on the Problem of Equality," Ethics 87 (1976–77), 363-69.
- "Side-effects as a Moral Problem," trans. Frederick S. Gardiner, Contemporary German Philosophy, vol. 2, ed. Darrel E. Christensen, Manfred Riedel, Robert Spaemann, Reiner Wiehl, Wolfgang Wieland (University Park: Pennsylvania State University Press, 1983), 138-51.
- "Remarks on the Ontology of 'Right' and 'Left,'" Graduate Faculty Philosophy Journal 10.1 (1984), 89-97.
- "Is Every Human Being a Person?," trans. Richard Schenk, O.P., The Thomist 60 (1996), 463-74.
- "Rationality and Faith in God," trans. D.C. Schindler, Communio: International Catholic Review 32.4 (Winter 2005), 618-636.
- "When Death Becomes Inhuman," trans. Adrian J. Walker, Communio: International Catholic Review 33.2 (Summer 2006), 298-300.
- "Begotten, Not Made," trans. Michelle K. Borras, Communio: International Catholic Review 33.2 (Summer 2006), 290-297.
- with Holger Zabrowski, "An Animal That Can Promise and Forgive," trans. Lesley Rice, Communio: International Catholic Review 34.4 (Winter 2007), 511-521.
- "How Could You Do What You Did?," trans. Lesley M. Rice, Communio: International Catholic Review 36.4 (Winter 2009), 643-651.
- "Is Brain Death the Death of a Human Person?," Communio: International Catholic Review 38.2 (Summer 2011), 326-340.
- "The Courage to Educate," Communio: International Catholic Review 40.1 (Spring 2013), 48–63.

### Livros em alemão
- Rousseau – Mensch oder Bürger. Das Dilemma der Moderne. Klett-Cotta, Stuttgart 2008, ISBN 978-3-608-94245-3
- Der letzte Gottesbeweis. Pattloch Verlag 2007, ISBN 978-3-629-02178-6
- Das unsterbliche Gerücht. Die Frage nach Gott und der Aberglaube der Moderne. Klett-Cotta, Stuttgart 2005, ISBN 3-608-94452-4.  Neuausgabe als: Natürliche Ziele. Klett-Cotta, Stuttgart 2005, ISBN 3-608-94121-5
- Natürliche Ziele. Geschichte und Wiederentdeckung des teleologischen Denkens. Stuttgart: Klett-Cotta, 2005, ISBN 3-608-94121-5
- Grenzen. Zur ethischen Dimension des Handelns. Klett-Cotta, Stuttgart 2001, ISBN 3-608-91027-1
- Der Ursprung der Soziologie aus dem Geist der Restauration. Studien über Louise-Gabriel de Bonald. Kösel, München 1959; 2. A. Klett-Cotta, Stuttgart 1998, ISBN 3-608-91921-X
- Töten oder sterben lassen? Worum es in der Euthanasiedebatte geht. (Mit Thomas Fuchs). Herder Verlag 1997
- Personen. Versuche über den Unterschied zwischen „etwas“ und „jemand“. Klett-Cotta, Stuttgart 1996, ISBN 3-608-91813-2
- Zur kirchlichen Erbsündenlehre. Stellungnahmen zu einer brennenden Frage. (Mit Albert Görres, Christoph Schönborn). (Sammlung Kriterien 87), Johannes Verlag Einsiedeln Freiburg 1994, ISBN 3-89411-303-0
- Reflexion und Spontanität. Studien über Fénelon. Kohlhammer Verlag, Stuttgart 1963; 2. A. Klett-Cotta, Stuttgart 1990, ISBN 3-608-91334-3
- Glück und Wohlwollen. Versuch über Ethik. Klett-Cotta, Stuttgart 1989, ISBN 3-608-91556-7
- Das Natürliche und Vernünftige. Aufsätze zur Anthropologie. Piper Verlag (Serie Piper 702), München 1987, 3-492-10702-8
- Philosophische Essays. Reclam (UB 7961), Stuttgart 1983; 2., erw. A. ebd. 1994, ISBN 3-15-007961-6
- Moralische Grundbegriffe. Beck Verlag (Beck’sche Reihe 256), München 1982, ISBN 3-406-45442-9
- Rousseau – Bürger ohne Vaterland. Von der Polis zur Natur. Piper Verlag, München 1980, ISBN 3-492-10579-3
- Einsprüche. Christliche Reden. Johannes Verlag Einsiedeln Freiburg 1977, ISBN 3-265-10195-9
- Die Frage Wozu? Geschichte und Wiederentdeckung des teleologischen Denkens. (Mit Reinhard Löw). Piper (Serie Piper 748), München 1981
- Zur Kritik der politischen Utopie. Zehn Kapitel politischer Philosophie. Klett-Cotta, Stuttgart 1977, ISBN 3-12-910110-1

### Artigos em alemão
- Hermann Lübbe (Hrsg.): Wozu Philosophie? Stellungnahmen eines Arbeitskreises. De Gruyter, Berlin 1978, ISBN 3-11-007513-X.
- Robert Spaemann: Die christliche Religion und das Ende des modernen Bewusstseins. In: Internationale Katholische Zeitschrift Communio. Nr. 3. 1979, S. 256f.
- Robert Spaemann: Bestialische Quälereien Tag für Tag. In: Deutsche Zeitung. 33, 1979. Auch veröffentlicht unter: Welt des Grauens. In: Kritik der Tierversuche. Kübler Verlag, Lambertheim 1980, ISBN 3-921265-24-X, S. 27-31.
- Peter Thomas Geach, Fernando Inciarte, Robert Spaemann: Persönliche Verantwortung. Adamas, Köln 1982, ISBN 3-920007-78-6.
- Robert Spaemann: Tierschutz und Menschenwürde. In: Ursula M. Händel (Hrsg.): Tierschutz - Testfall unserer Menschlichkeit. Fischer Taschenbuchverlag GmbH, Frankfurt am Main 1984, ISBN 3-596-24265-7, S. 71–81.
- Robert Spaemann, Wolfgang Welsch, Walther Christoph Zimmerli: Zweckmässigkeit und menschliches Glück. Fränkischer Tag, Bamberg 1994, ISBN 3-928648-12-8.
- Oswald Georg Bauer (Red.): Was heißt „wirklich“? Unsere Erkenntnis zwischen Wahrnehmung und Wissenschaft. Oreos, Waakirchen-Schaftlach 2000, ISBN 3-923657-54-4.
- Walter Schweidler (Hrsg.): Menschenleben – Menschenwürde. Interdisziplinäres Symposium zur Bioethik. Lit, Münster 2003, ISBN 3-8258-6808-7.
- Georg Muschalek (Hrsg.): Der Widerstand gegen die Alte Messe. Van Seth, Denkendorf 2007, ISBN 978-3-927057-16-6.
- Robert Spaemann: Die schlechte Lehre vom guten Zweck. Der korrumpierende Kalkül hinter der Schein-Debatte. In: FAZ vom 23. Oktober 1999, Bilder und Zeiten I.